# Ла Векија (Латина)
Ла Векија је насеље у Италији у округу Латина, региону Лацио.
Према процени из 2011. у насељу је живело 66 становника. Насеље се налази на надморској висини од 227 м.